# 石川県道223号種七窪線
石川県道223号種七窪線（いしかわけんどう223ごう たねななくぼせん）は、石川県河北郡津幡町と同県かほく市とを結ぶ一般県道（石川県道）である。

## 概要
- 起点：石川県河北郡津幡町字種南8番地先（＝石川県道221号瓜生能瀬線交点）
- 終点：石川県かほく市七窪ハ45番1地先（＝七窪東交差点、石川県道8号松任宇ノ気線交点）

河北郡市中部の中山間地を東西に結ぶ。河北郡市の2つの自治体を経由しているが、全区間の約93％にあたる3,077mがかほく市域であり、津幡町域は約7％（247m）に過ぎない。起点のある河北郡津幡町種は河北潟に注ぎ出る能瀬川の上流部に位置する。広域的には河北郡津幡町河合谷地区とかほく市宇ノ気地区とを最短距離で結ぶルートであるが、気屋峠の未改良状態が1960年代後半まで続いたことなどから、当県道は両地区の往来よりも、気屋峠以西のかほく市気屋・鉢伏と同市宇ノ気地区の中心部である宇野気地区との往来が主たるものである。

## 現況
起点からすぐに市町境を越えて峠道となり、気屋峠を越える。峠の前後区間は両側1.5車線程度の幅員しかなく、行き違いに難することもある。気屋地区からは終点までは白破線のセンターラインのある両側2車線（片側1車線）の幅員となる。ただし、鉢伏地内では集落内を通るルートとなっており、この区間も狭小であるものの、鉢伏地区にある願成寺前から当県道と並行した、宇ノ気川支流の悪水川に沿う市道が整備されている。歩道は鉢伏地内の一部にのみ、設置されている。
気屋峠を含む全区間、通年通行が可能であるものの、区間内には消雪パイプなどの融雪装置は設置されておらず、積雪時には除雪車が出動する。
沿道には複数の県道番号標識が立てられており、石川県の標示が付されたデリニエーターも複数立てられている。また、主要交差点の前後の案内標識には当県道を標す標記があり、目標地点として「種」や「河合谷」の標記が付されている。

## 歴史
- 1950年（昭和25年）：気屋峠の開鑿に向けて現地調査を行う。
- 1960年（昭和35年）8月25日：気屋峠の改修測量を開始。
- 1960年（昭和35年）10月15日：路線認定。
- 1962年（昭和37年）：気屋峠拡幅改良に向けての本格工事に着手。
- 1967年（昭和44年）4月10日：気屋峠開通。

## 通過する自治体
- 石川県
  - 河北郡津幡町 - かほく市

## 接続路線
- 石川県道221号瓜生能瀬線（河北郡津幡町種：起点）
- 石川県道59号高松津幡線河北縦断道路（かほく市鉢伏・うのけ総合公園前交差点）
- 石川県道8号松任宇ノ気線（かほく市七窪・七窪東交差点：終点）

## 峠
- 気屋峠
  - かほく市気屋の東端にある標高102mの峠。峠の東側は河北郡津幡町種であるが、峠の最頂部が市町境ではない。明治時代初期から里道として人が往来できる峠道であったものの、車は通行不能であった。1959年（昭和34年）に当選した石川県議会議員の運動で急速に改良工事が進み、1967年（昭和44年）に車道が開通した。峠の最頂部には開通を記念する石碑が立てられている。

## バス路線
- かほく市福祉巡回バス（南回りルート：鉢伏区民センター前 - 気屋公民館前）

## 周辺
- 菩提寺峰
- 金沢カントリー倶楽部
- 気屋遺跡
- 八幡のすしべん かほく店
- うのけ総合公園
  - うのけ総合公園陸上競技場
  - うのけ総合公園テニスコート
  - 宇ノ気野球場
  - 宇ノ気体育センター
  - 宇ノ気弓道場
- 上山田貝塚
- 石川県鋳鍛工業団地
  - 石川可鍛製鉄
- PFU本社
- かほく市立宇ノ気中学校